# The Happy Prince (2018)
The Happy Prince is een Brits-Duits-Belgisch-Italiaanse biografische film over Oscar Wilde, uit 2018. Geschreven en geregisseerd door Rupert Everett met hemzelf in de hoofdrol.

## Verhaal
De film vertelt over de drie laatste jaren (1897-1900) in het leven van Oscar Wilde na zijn vrijlating uit de gevangenis. Zijn laatste jaren brengt hij door in armoede en in ballingschap in Frankrijk.

## Rolverdeling
| Acteur          | Personage           |
| --------------- | ------------------- |
| Rupert Everett  | Oscar Wilde         |
| Colin Firth     | Reggie Turner       |
| Emily Watson    | Constance Wilde     |
| Colin Morgan    | Lord Alfred Douglas |
| Edwin Thomas    | Robbie Ross         |
| Tom Wilkinson   | Fr Dunne            |
| Anna Chancellor | Mrs. Arbuthnott     |
| Julian Wadham   | Top Hat             |

## Productie
De filmopnamen gingen midden september 2016 van start in Beieren en er werd ook gefilmd in Frankrijk, België en Italië.
The Happy Prince ging op 21 januari 2018 in première op het Sundance Film Festival.